# Luis Eduardo González
Pour les articles homonymes, voir Luis González (homonymie) et González.
Luis Eduardo González est un astronome chilien.
Le Centre des planètes mineures le crédite de la découverte de deux astéroïdes, effectuée en 1981 et en 1982.
Il a également découvert la comète non périodique C/1981 M1 (Gonzalez).
| (3495) Colchagua | 2 juillet 1981 |
| (3691) Bède      | 29 mars 1982   |